# Bongo (Surinaamse trommel)
Een bongo is in Suriname een trommel die vooral in Coronie wordt bespeeld bij kawinamuziek. De Surinaamse bongo is niet verwant aan de Cubaanse bongo, maar wel aan de Cubaanse sacrale trom bonkò.
Een bongo bestaat uit een uitgeholde boomstam en heeft een korte, cilindrische vorm. De lengte is ongeveer 40 centimeter en de breedte tussen de 20 en 25 centimeter. Het vel wordt gespannen met wiggen. De bongo wordt met de handen bespeeld.